# メチルトランスフェラーゼ

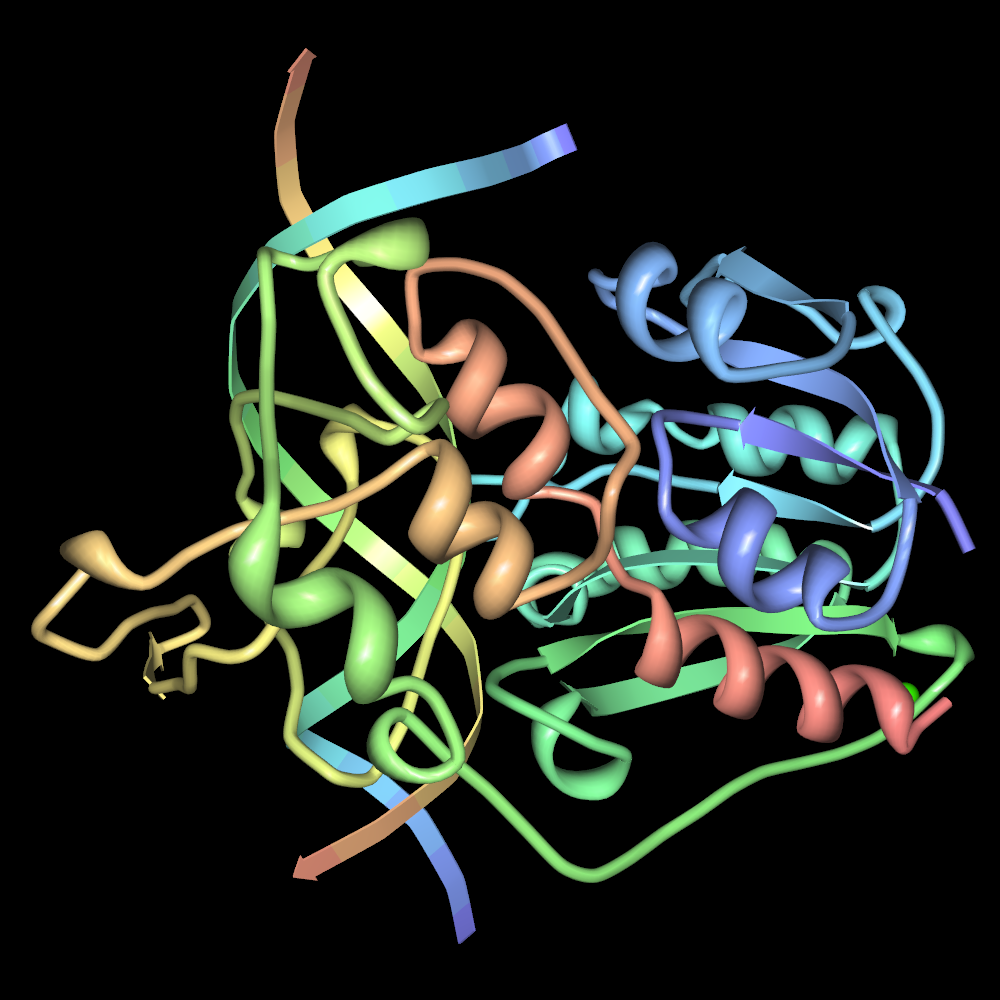
HaeIII メチルトランスフェラーゼ / DNAのリボン図。PDB 1DCTより。

メチルトランスフェラーゼまたはメチル基転移酵素（methyltransferase）とは、メチル基を供与体から受容体へ転移させる転移酵素の総称である。
メチル化は大抵DNA中の核酸塩基もしくはタンパク質中のアミノ酸で起こる。メチルトランスフェラーゼはメチル基の供与体としてS-アデノシルメチオニン(SAM)の硫黄原子に結合した活性メチル基を用いる。
DNAメチル化は主にオリジナルのDNA配列の変更無しに遺伝子発現の制御に利用される。このメチル化はシトシン上で起こる。DNAメチル化は哺乳動物では胚形成期からの正常な発育のために必要である場合がある。ネズミDNAメチルトランスフェラーゼが欠損している変異体ES細胞をマウスの生殖細胞系に導入すると、劣性の致死表現型を引き起こす。また、ガン抑制遺伝子のメチル化は腫瘍化および転移ガンを進行させるため、メチル化はガン発生に関連がある可能性がある  。 
部位特異的メチルトランスフェラーゼは、いくつかの制限酵素と同じDNA標的配列を持つ。また、メチル化は制限酵素が著しく修飾された配列を結合・認識できないため、酵素的切断からDNAを保護することがある。これは
メチル化によって自身のDNAを保護すると同時に異質なDNAを除去する制限酵素を使うバクテリア制限修飾系において役立つ。
タンパク質の形成におけるアミノ酸でのメチル化は、アミノ酸に多様性を与え、従ってその機能にも多様性を与える。タンパク質のメチル化は、N末端上もしくはタンパク質の側鎖上の窒素原子上で起き、通常は不可逆である。